# Toivo Mäkelä
Toivo Mäkelä (26 de septiembre de 1909 – 20 de abril de 1979) fue un actor teatral, cinematográfico y televisivo finlandés.

## Biografía
Su nombre completo era Toivo Sulo Armas Mäkelä, y nació en Loviisa, Finlandia, siendo sus padres Leander Mäkelä y Josefiina Alfors, y su hermano el también actor Taito Mäkelä.
En sus comienzos, Mäkelä fue actor teatral. Actuaba en el Teatro de Kotka cuando conoció a su futura esposa, la actriz Irma Seikkula. Su primer papel en el cine llegó cuando tenía 42 años de edad, en la película dirigida por Wilho Ilmari Pitkäjärveläiset (1951). Este inicio tardío no impidió que desarrollara una larga carrera tanto en el cine como en la televisión, la cual se prolongó hasta su muerte en 1979.
Mäkelä se hizo conocido del público por su trabajo en dramas de Matti Kassila y comedias de Aarne Tarkas. Sus personajes más conocidos fueron los de las cintas dirigidas por Kassila Elokuu (1956), Komisario Palmun erehdys (1960) y Kaasua, komisario Palmu! (1961). Otra de sus películas más destacadas fue Pähkähullu Suomi (1967). Su última actuación relevante llegó en 1977 con la producción dirigida por Rauni Mollberg Aika hyvä ihmiseksi, película en la que también actuaba su esposa, y por cuyo trabajo el actor recibió un Premio Jussi.
Por su trayectoria artística, en el año 1960 fe premiado con la Medalla Pro Finlandia. 
Toivo Mäkelä falleció en Helsinki, Finlandia, en 1979, y fue enterrado en el Cementerio de Malmi de dicha ciudad, en la tumba 30–4–125. Él y Irma Seikkula tuvieron tres hijos: Juha Mäkelä (nacido en 1944), Maarita Mäkelä (1945) y Markku Mäkelä (1949). Los dos primeros fueron también actores.

## Filmografía (selección)
- 1951 : Pitkäjärveläiset
- 1952 : Noita palaa elämään
- 1953 : Kolmiapila
- 1954 : Kovanaama
- 1954 : Sininen viikko
- 1954 : Olemme kaikki syyllisiä
- 1955 : Pekka ja Pätkä puistotäteinä
- 1955 : Nukkekauppias ja kaunis Lilith
- 1955 : Villi Pohjola
- 1956 : Elokuu
- 1957 : Pää pystyyn Helena
- 1957 : Kuriton sukupolvi
- 1957 : Syntipukki
- 1958 : Asessorin naishuolet
- 1958 : Verta käsissämme
- 1959 : Punainen viiva
- 1959 : Lasisydän
- 1960 : Pekka ja Pätkä neekereinä
- 1960 : Justus järjestää kaiken
- 1960 : Kaks' tavallista Lahtista
- 1960 : Kankkulan kaivolla
- 1960 : Komisario Palmun erehdys
- 1960 : Autotytöt
- 1960 : Opettajatar seikkailee
- 1961 : Minkkiturkki
- 1961 : Tulipunainen kyyhkynen
- 1961 : Olin nahjuksen vaimo
- 1961 : Kaasua, komisario Palmu!
- 1961 : Kultainen vasikka
- 1962 : Kuu on vaarallinen
- 1962 : Hän varasti elämän
- 1962 : Naiset, jotka minulle annoit
- 1962 : Vaarallista vapautta
- 1963 : Turkasen tenava!
- 1964 : Veljen varjo (telefilm)
- 1965 : Teekutsut (telefilm)
- 1966 : Ylilääkäri (telefilm)
- 1967 : Oppenheimerin tapaus (telefilm)
- 1967 : Pähkähullu Suomi
- 1968 : Äl’ yli päästä perhanaa
- 1969 : Elävä ruumis (telefilm)
- 1970 : Titus Andronikus (telefilm)
- 1972 : Hiekkakuningas (telefilm)
- 1975 : Kuolleista herännyt (telefilm)
- 1977 : Toukokuun 1. päivä
- 1977 : Aika hyvä ihmiseksi
- 1978 : Runoilija ja muusa
- 1979 : Onnellinen mies (telefilm)